# Kanton Cazals
Kanton Cazals (francouzsky Canton de Cazals) je francouzský kanton v departementu Lot v regionu Midi-Pyrénées. Tvoří ho devět obcí.

## Obce kantonu
- Les Arques
- Cazals
- Frayssinet-le-Gélat
- Gindou
- Goujounac
- Marminiac
- Montcléra
- Pomarède
- Saint-Caprais